# Rozhledna (Ventė)
Rozhledna ve Ventė, litevsky Bokštelis su vaizdu į Kuršių marias, tj. česky také Rozhledna/Věž s výhledem na Kurskou lagunu, je malá dřevěná stavba ve vesnici Ventė na poloostrově Ventė na pobřeží Kurského zálivu, která se nachází přibližně jiho-jihozápadně od městečka Kintai v okrese savivaldybė (Šilutė), v Klaipėdském kraji, v Litvě. Rozhledna, která se využívá také jako pozorovatelna ptáků, je jednoduchá nízká zastřešená stavba s plošinou, vnějším schodištěm a nachází se mezi stromy u silnice z Ventė do Ventės ragas. Místo nabízí výhledy na Kurský záliv a Kurský poloostrov. Rozhledna je celoročně volně přístupná.

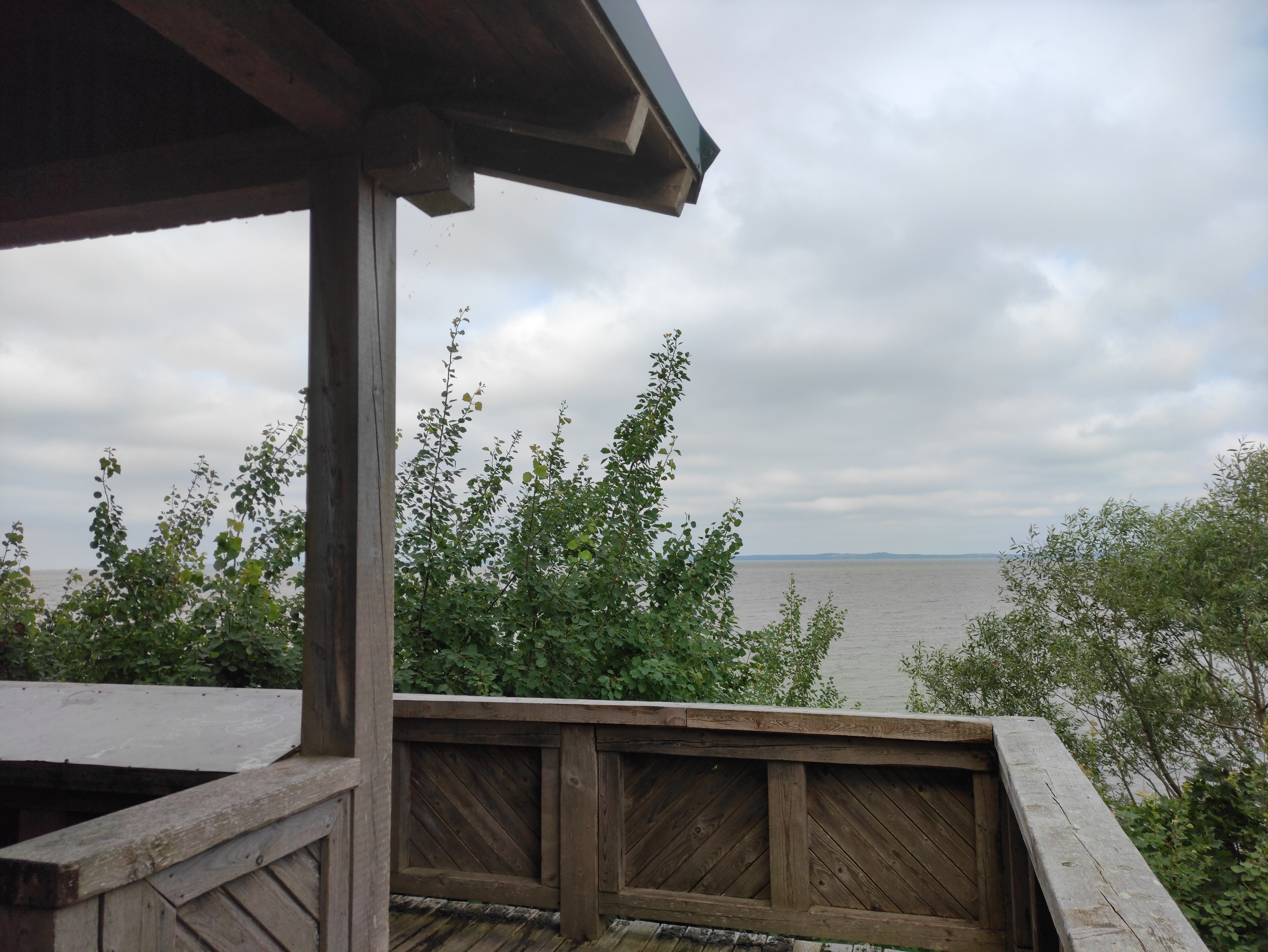
Pohled z rozhledny směrem na Kurský poloostrov